# Danskfodbold.com
danskfodbold.com er en dansksproget website, der fokuserer på indsamling af statistisk materiale og historiske kuriositeter samt nyhedsartikler omhandlende dansk fodboldhistorie. Partnerskabet Elbech & Thomsen, som er to af fire personer bag hjemmesidens drift, er af Dansk Boldspil-Union blevet givet en status som det nationale fodboldforbunds officielle partner ved levering af statistisk materiale, hvilket er en betegnelse man har videregivet til webportalen. Fodboldstatistikportalen, der blev lanceret den 13. februar 2009, opererer med to adgangsniveauer. Alle resultater og detaljerede kampreferater fra Superligaen samt sidens nyhedsartikler kan benyttes gratis, hvorimod mere detaljerede oplysninger samt statistikcenteret kræver et abonnement for at opnå ubegrænset adgang. Ejerne bag siden hævder at være i besiddelse af flere end 170.000 registrerede fodboldkampe i den bagvedliggende statistiske database (per april 2010).

## Projektets historie

### Forhistorie
Søren Elbech, danskfodbold.coms forretningsudvikler, blev i slutningen af oktober/starten af november 1996 optaget som det femte medlem af den internationale amatørorganisation Rec.Sport.Soccer Statistics Foundation (RSSSF), hvor han efterfølgende blev bestyrelsesmedlem af "the Board". Jimmie Thomsen, danskfodbold.coms researcher, tildeltes sit medlemskab i 1998, hvorpå Elbech samme år etablerede et samarbejde omkring den danske afdeling af RSSSF (www.rsssf.dk). Partnerskabet "Elbech & Thomsen" (også kendt som DFI — "Dansk Fodbold Information") ledte i slutningen af oktober 1998 til et uafhængigt samarbejde med Dansk Boldspil-Unions kommunikationsafdeling (DBU Kommunikation) og i samme anledning udnævnelsen som afdelingens officielle leverandører af statistisk materiale. Elbech & Thomsen har med start i 2001 stået for de ugentlige minioptakter til kommende Superligarunder i statistiksektionen af Tipsbladet og leveret materiale til fodboldmagasinets statistikcenter. Det er endvidere blevet til statistiske engagementer i artikler for flere nyhedsmedier og professionelle fodboldklubber, i kampprogrammer for henholdsvis det danske fodboldlandshold for herrer, fodboldklubber og pokalturneringen, i en række bogudgivelser omhandlende dansk fodboldhistorie (bl.a. en bog om arvefjendeopgørene mellem F.C. København og Brøndby IF), fodboldklubber (bl.a. Brøndby IF's 40 års jubilæumsbog udgivet i 2004), lokalunioner (100 års jubilæumsbøgerne for Københavns Boldspil-Union i 2003 og Bornholms Boldspil-Union i 2007) og fanklubber, involvering gennem levering af detaljerede data om A-landsholdet i etablering af Landsholdsdatabasen på DBU's officielle hjemmeside i 1999 samt A-landholdets 100 års jubilæumswebsite (www.landsholdet100.dk) lanceret i 2008. Søren Elbech og Jimmie Thomsen var i perioden 2000-2002 tilknyttet den internationale sportsstatistik og informationsservicevirksomhed Infostrada Sports med hovedkvarter i Nederlandene, hvor Elbech primært var tilknyttet som Managing Director og CFO med hovedansvaret for den finansielle styring.
Jan H. Jensen, danskfodbold.coms hjemmeside- og databaseansvarlige, stiftede det statistiske website www.netsuperligaen.dk, hvor han som webmaster stod for sidens opbygning i perioden fra 2000 og frem til salget til MM Medier i slutningen af 2006. netsuperligaen.dk, der betragtes som danskfodbold.coms forgænger, bragte lejlighedsvist statistik i samarbejde med Elbech & Thomsen og havde på daværende tidspunkt ifølge den tidligere ejers egne oplysninger henved 100.000 besøgende om måneden. Det var gennem sit arbejde som sportsstudievært på Radio ANR i Aalborg, at den første kontakt med Elbech & Thomsen fandt sted. Jan H. Jensen har derudover leveret artikler til Brøndby IFs officielle hjemmeside (www.brondby.com) og været redaktør på AaB Magazine samt skribent for fodboldmagasinerne FCK BALLS og GOAL.

### Sidens første tid
Idéen om en webportal for dansk fodboldstatistik blev skabt af Søren Florin Elbech og Jimmie Thomsen i samarbejde med Jan H. Jensen i 2007 og officielt lanceret den 13. februar 2009 med en vision om at blive Danmarks største kapacitet og den førende leverandør indenfor fodboldstatistik — såvel historisk som aktuel. Samme år stiftedes anpartsselskabet Danskfodbold.Com ApS af hensyn til den kommercielle del af statistiksiden. Søren Elbechs og Jimmie Thomsens status som DBU's officielle statistikere er en partnerbetegnelse, som, grundet deres tilknytning, også er blevet påført danskfodbold.com og som ofte nævnes i forbindelse med nyhedsartikler, hvor statistiksiden optræder som statistisk kilde. Jan Vinberg, skribent på F.C. Københavns officielle website (www.fck.dk), indtrådte i løbet af foråret 2009 i stedet for Jesper Andersen (webmaster for Monrad & Rislunds officielle hjemmeside), der var tilknyttet statistikportalen i en overgang. I måneden forinden, den 22. januar 2009, lancerede sidens ejere, der selv står for den daglige drift af danskfodbold.com, en officiel fanside på Facebook. Efter lanceringen fortsatte den ugentlige praksis med leverancer af kampnoter til Tipsbladet under sektionen "danskfodbold.com".
Kvartetten lagde ud med statistik om alle opgør i Superligaen med dertilhørende godt 100 forskellige statistikker over kampe, fodboldspillere, fodbolddommere, mål, røde og gule kort, straffespark, trænere, slutstillinger, hattrick, kampserier, head-to-head m.m. opbygget ud fra data om kampene. Samtlige detaljer om enhver kamp siden Superligaen blev introduceret i 1991 er offentligt tilgængelige, hvorimod sidens statistikcenter og detaljerede oplysninger om kampe udenfor Superligaen kræver et abonnement. I november måned 2009 blev Danmarksturneringens over 40.000 kampresultater siden turneringens introduktion i 1927 gjort tilgængelige på siden og måneden efter, december 2009 inkluderedes samtlige kampe i Landsfodboldturneringen siden 1912, således at den bagvedliggende database kom til at bestå af mere end 170.000 registrerede fodboldkampe fra Danmarksturneringen, landsholdet, pokalturneringen og europæiske klubkampe med dansk deltagelse i en komplet oversigt over dansk fodbold siden de første kampe i 1880'erne (per april 2010). Op til verdensmesterskaberne i fodbold 2010 i Sydafrika åbnedes med start den 1. juni en separat sektion dedikeret til historisk-statistiske informationer fra slutrunder og kvalifikation, statistikker samt relevante nyhedsartikler relateret til turneringen, herunder 702 slutrundekampe og 5.628 gældende kvalifikationskampe siden den første VM-turnering i 1930.

## Statistiske fortolkninger
Statistikerne har leveret en række indlæg i debatter om alternative fortolkninger omkring statistikken i forhold til de officielle kamprapporter, omgørelser og andre kilder.
Tilskuerindblanding under afviklingen af kvalifikationskampen til Europamesterskabet i 2008 den 2. juni 2007 mellem de nationale fodboldmandskaber fra Danmark og Sverige i Parken foranledigede kampens dommer Herbert Fandel til at afbryde opgøret i det 89. minut ved den sportslige stilling 3-3. Som konsekvens af UEFA disciplinærkomites beslutning om at dømme det danske landshold som taber med et administrativt skrivebordsnederlag på 0-3, besluttede danskfodbold.com at se bort fra hele kampstatistikken inklusiv målene, der akkumulerede til den omgjorte sportslige afgørelse. Til trods for at det oprindelige sportslige resultat ikke længere er gældende, har Dansk Boldspil-Union og UEFA, der organiserede kampen, valgt at fastholde blandt andet de danske og svenske scoringer (herunder Jon Dahl Tomassons scoring), advarsler og karantæner i forbundets statistikker i erkendelse af at kampen blev spillet. Danskfodbold.coms annullering af de danske og svenske mål i kvalifikationskampen betød, at man ikke betragtede landsholdsanførerens scoring i det 81. minut mod Japan om aftenen den 24. juni 2010 under VM-slutrunden i fodbold 2010 som en tangering af KB-angriberen Poul "Tist" Nielsens 85 år gamle målscorerrekord på 52 landsholdsmål fra perioden 1910—1925 som den mest scorende spiller på landsholdet. Mens danskfodbold.com holder på, at Jon Dahl Tomasson med sin scoring på straffespark under VM-turneringen i Sydafrika blot kom på 51 scoringer, har blandt andet landsholdsspilleren selv, DBU, UEFA og FIFA valgt at notere reduceringsmålet som værende hans 52. landskampsmål, 2½ år efter det 51. landskampsmål.
I 2008/09-sæsonens 33. og hermed sidste runde af Superliga-kampen mellem F.C. København og Randers FC noterede kampens dommer Claus Bo Larsen i kamprapporten, efter en samtale med fjerdedommer Jesper Bæk Overgaard, at kampens andet straffespark til F.C. København blev scoret af angriberen Morten Nordstrand. Denne scoring underkendtes imidlertid af danskfodbold.com, der – med reference til UEFAs interne "Disputed Goals Guidelines" (april 2008) – i stedet akkrediterede målet på straffespark som et selvmål scoret som ripost ved hjælp af ryggen af Randers FC's målmand Kevin Stuhr Ellegaard som følge af et brændt straffespark. Randers FC-angriberen Marc Nygaard, der lavede to scoringer i samme kamp, blev af danskfodbold.com noteret som den eneste spiller til at score 16 mål, og dermed blive den eneste til at få topscorer-værdigheden i sæsonen, frem for at dele titlen med netop Morten Nordstrand.
Den 14. marts 2010 fejrede FC Midtjyllands angriber Frank Kristensen offentligt sit hovedstødsmål i første halvleg af hjemmebanekampen på MCH Arena mod nordjyske AaB, hvad han selv betragtede, som sin scoring nummer 100 i Superligaen. Modsat reaktionen hos flere nyhedsmedier, inklusiv spillerens arbejdsgiver og DBU Turnering, var danskfodbold.com af en anden holdning, eftersom man jævnfør Dansk Boldspil-Unions egne regler og procedurer betragtede kampens anden og sidste scoring som værende blot angrebsspillerens scoring nummer 98 i Superligaen. Forskellen i fortolkningen af antallet af scoringer lå i den administrative skrivebordsafgørelse til resultatet 0-3, i henhold til Propositionerne for Danmarksturneringen i fodbold, af kampen mellem Akademisk Boldklub og FC Midtjylland den 23. marts 2003 på Gladsaxe Stadion grundet indskiftede Lennart Lynge Larsen manglende spilleberettigelse til kampen. Statistikerne argumenterede for en annullering af samtlige mål (to mål og et selvmål af udeholdets Frank Kristensen), da det sportslige resultat ikke længere er officielt gældende selv om kampen står ved magt — samtidig vil scoringerne stemme overens med klubbens samlede antal mål i sæsonen. Statistikkernes anerkendelse af Superligamål nummer 100 indtræf i fodboldspillerens 253. Superligakamp den 18. juli 2010, hvor det blev til to scoringer i FC Midtjyllands sæsonpremiere på udebane hos oprykkerne fra AC Horsens.

## Ekstern henvisning
- danskfodbold.com — Officiel hjemmeside Arkiveret 1. november 2020 hos  Wayback Machine